# G6 Rhino
Le G6, parfois appelé G6 Rhino, est un obusier automoteur sud-africain protégé contre les mines. Il a été développé comme une variante à tourelle et automotrice de la série d'obusiers G5, associant le canon à un châssis blindé à six roues. Les travaux de conception du G6 ont commencé à la fin des années 1970 pour remplacer le Sexton obsolète, mis à la retraite des régiments d'artillerie de l'armée sud-africaine. La production en série a commencé entre 1988 et 1999.

## Développement et caractéristiques
Au moment de son introduction, le G6 était considéré comme l'un des obusiers automoteurs les plus mobiles en service dans le monde. Son châssis a été conçu pour être résistant aux mines et aux explosions, lui permettant de survivre à plusieurs détonations de mines TM-46 lors des essais. Le G6 a été conçu comme un véhicule à roues plutôt que comme véhicule à chenilles, pour lui permettre de se déployer sur de longues distances par route sans consommer de quantités excessives de carburant ni nécessiter un transporteur de chars. Le Rhino est basé sur un châssis à roues 6x6. Il est propulsé par un moteur diesel de 525 ch. Il est également équipé d'un groupe auxiliaire de puissance qui alimente tout le système lorsque le moteur est éteint.
Le G6 utilise un canon de calibre 155 mm qui a été développé à partir du canon-obusier remorqué G5 et équipé d'un système de chargement semi-automatique et d'un extracteur de fumée. Le G6 est compatible avec toutes les munitions OTAN de calibre 155 mm. Il peut également être équipé d'un fusil-mitrailleur de 12,7 mm monté sur le toit.
Les G6 sont entrés en service au cours des deux dernières années de la guerre frontalière sud-africaine, bombardant fréquemment les positions tenues par les forces du MPLA et Cubaines pendant la bataille de Cuito Cuanavale. Leur capacité à bombarder une cible et à changer rapidement de position en moins de deux minutes, avec une préparation minimale, a considérablement réduit la menace posée par les raids aériens angolais en représailles et les tirs de contre-batterie. Un certain nombre de G6 ont ensuite été fabriqués pour l'exportation et achetés par les Émirats Arabes unis et Oman. Les modèles d'exportation comprenaient une variante antiaérienne spécialisée avec une tourelle GEC-Marconi Marksman et un canon automatique de calibre 35 mm à double canon.
Le Chili a brièvement produit le G6 sous licence sous le nom de CC-SP-45, bien que cet arrangement ait ensuite pris fin après que le système n'a pas été adopté par les Forces armées de ce pays. L'Irak a également fabriqué sa propre variante nationale du G6  sous le nom d'Al Majnoon avec l'assistance technique de l'ingénieur d'artillerie canadien Gerald Bull, qui a ensuite évolué pour devenir l'Al Fao, beaucoup plus grand et plus sophistiqué,.

## Caractéristiques des munitions
- Portée maximale :

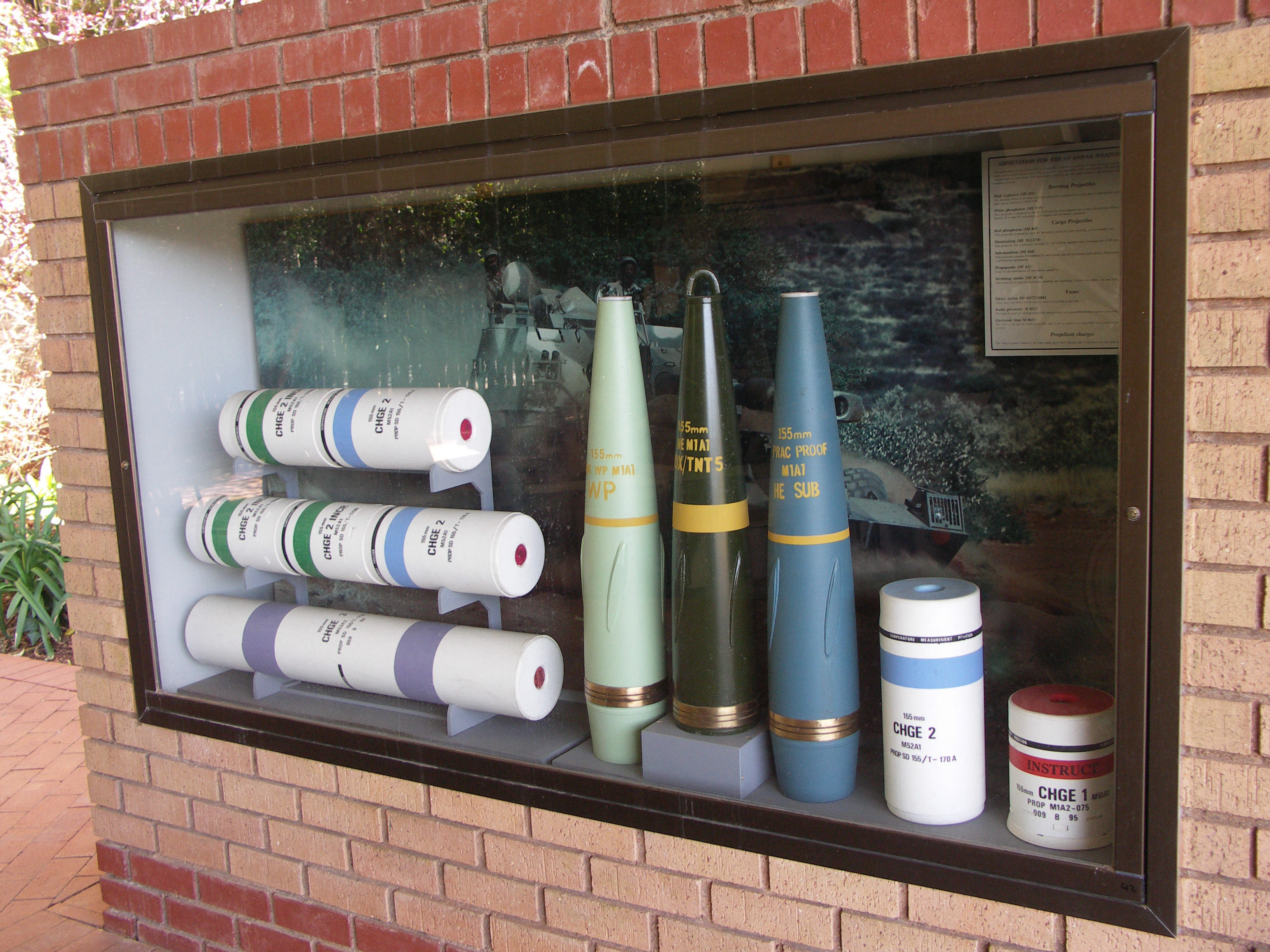
Munitions G5/G6

  - 30 000 m avec des obus HE standards,
  - 39 000 m avec des obus HE à portée étendu
  - 42 000 m avec des obus de purge de base HE (BB – tirés depuis G6-52)
  - 50 000 m avec des obus de purge à base HE (BB – tirés à partir de la portée étendue du G6-52)
  - 52 500 m avec un projectile spécial à longue portée à vitesse améliorée (V-LAP – tiré depuis le G6).
  - 58 000 m avec un projectile spécial à longue portée à vitesse améliorée (V-LAP - tiré depuis le G6-52).
  - 67 450 m Obus M9703A1 V-LAP (testé avec succès à 73 000 m par Denel sur la plate-forme à portée étendue G6-52)
  - 76 280 m M9703 Pratique V-LAP inerte [14]
- Portée minimale : 3 000 m.
- Cadence de tir : 4 coups/min, 2 coups/min soutenus.
- Munitions : 155 mmERFB. 47 cartouches, 50 charges, 64 amorces et fusées
- En 2012, quatre cartouches de munitions à guidage de précision M982 Excalibur ont été tirées à une portée de 38 km, toutes atterrissant à moins de 5 m de la cible[15].

## Variantes
- G6
- G6 M1A3 : version exportée EAU
- G6-52
- Portée étendue G6-52
- Al-Majnoon : version irakienne sous licence
  - Équipage réduit à 3-5 ;
  - peut tirer des projectiles jusqu'à 67 km à une cadence de tir de huit coups par minute ;
  - augmentation de la vitesse hors route à près de 70 km/h;
  - a mis en œuvre la technologie d'impact simultané de plusieurs obus (MRSI) et peut atterrir six (variante G6-52L) ou cinq (G6-52) obus simultanément sur des cibles jusqu'à 25 km.
- G6 Marksman : une version britannique SPAAG, combinant le véhicule de base du G6 avec la tourelle Marksman[16].

## Opérateurs

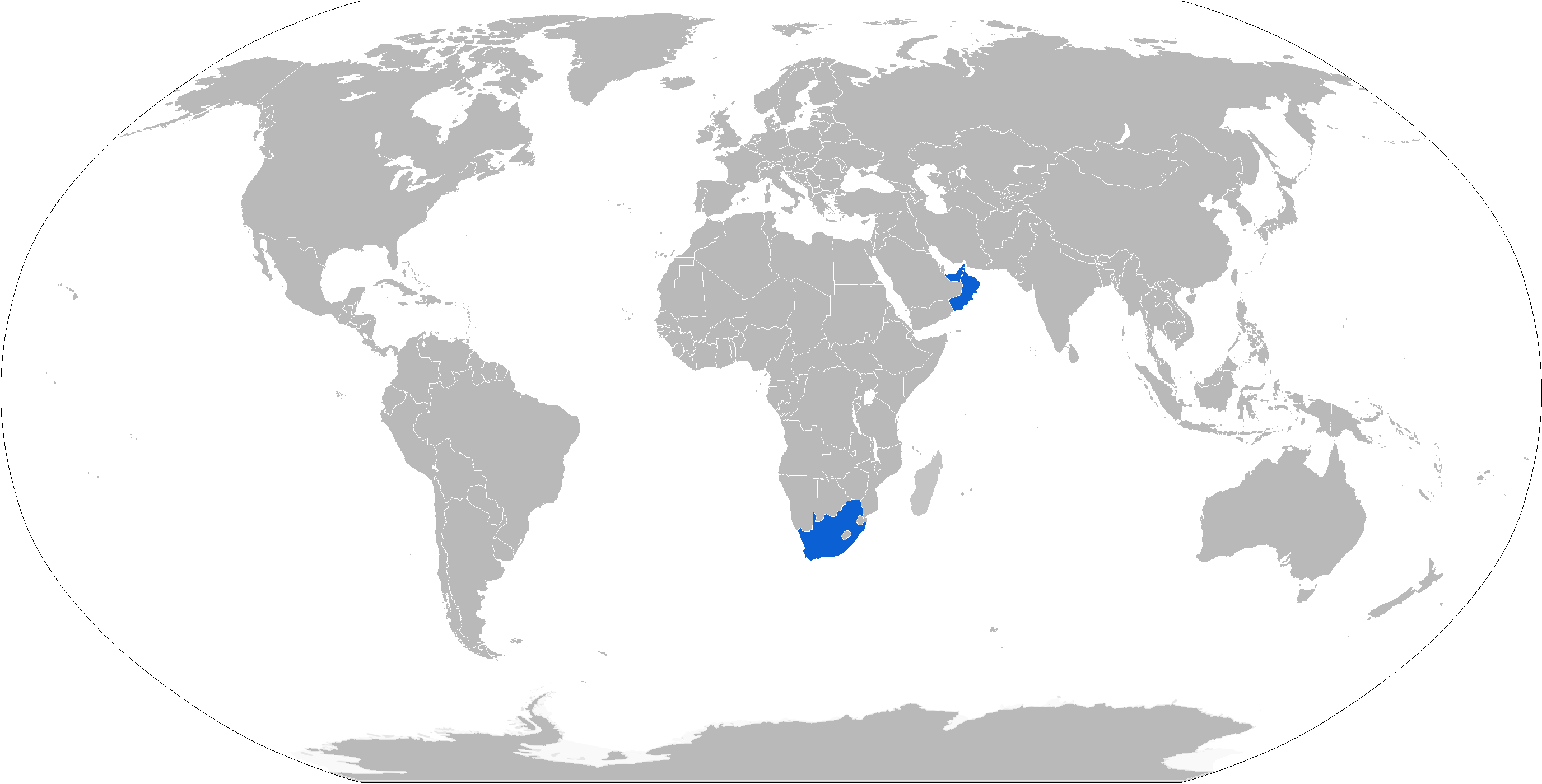
Carte des opérateurs G6 en bleu

- Afrique du Sud : 43 systèmes ; deux sont constamment utilisés pour l'entraînement, les autres sont entreposés. Également connu sous le nom de GV6 Rhino au sein de la Force de défense nationale sud-africaine. Au total, 51 exemplaires ont été commandés par l'armée[17],[18],[19].
- Émirats arabes unis : 78 systèmes[17]
- Oman: 24 systèmes[17]

## Service opérationnel
Le premier prototype du G6 est apparu en 1981, au plus fort de la guerre frontalière sud-africaine. Au milieu des années 1980, quatre modèles de développement technique étaient testés par les forces de défense sud-africaines. En octobre 1987, le gouvernement sud-africain a ordonné que tous les G6 soient déployés en Angola pour des essais de combat dans le cadre de l'opération Hooper. L'un d'entre eux a subi une panne de moteur et seuls trois d'entre eux ont atteint l'Angola, où ils ont rejoint les troupes expéditionnaires du 4e bataillon d'infanterie sud-africain. Fonctionnant comme une batterie indépendante, les trois G6 ont joué un rôle déterminant dans le bombardement de l'aérodrome stratégique angolais de Cuito Cuanavale. En cela, leurs équipages ont été considérablement aidés par les forces spéciales sud-africaines agissant en tant qu'observateurs d'artillerie avancés près de l'aérodrome; à une occasion, les G6 ont réussi à détruire quatre MiG-21 angolais Mikoyan-Gurevich au sol alors qu'ils tentaient de décoller.
La menace accrue de l'artillerie sur l'aérodrome de Cuito Cuanavale a finalement forcé les pilotes angolais à déplacer leurs opérations vers une autre piste d'atterrissage à Menongue, qui était hors de portée du G5 et du G6, mais a considérablement diminué leur capacité à chronométrer et à exécuter leurs missions, compte tenu de la distance entre Menongue et les combats proprement dits. Cependant, ils ont également commencé à faire des positions de l’artillerie sud-africaine les principales cibles de leurs raids, obligeant les équipages du G6 à constamment changer de position après chaque bombardement. Les G6 eux-mêmes étaient considérés comme si précieux qu'un contingent de défense aérienne du 10e régiment antiaérien d'Afrique du Sud fut ensuite attaché à la batterie pour le reste de la campagne.
On sait que le G6 n'a pas repris les combats avant 2015, lorsqu'une seule batterie a été déployée avec les forces de défense des Émirats arabes unis à Aden pendant la crise yéménite. Les obusiers ont été débarqués à Aden par bateau et escortés par une importante formation blindée émiratie. Ils ont depuis été utilisés pour bombarder les positions des militants Houthis en soutien aux offensives émiraties et alliées yéménites menées près de Taiz.

## Galerie

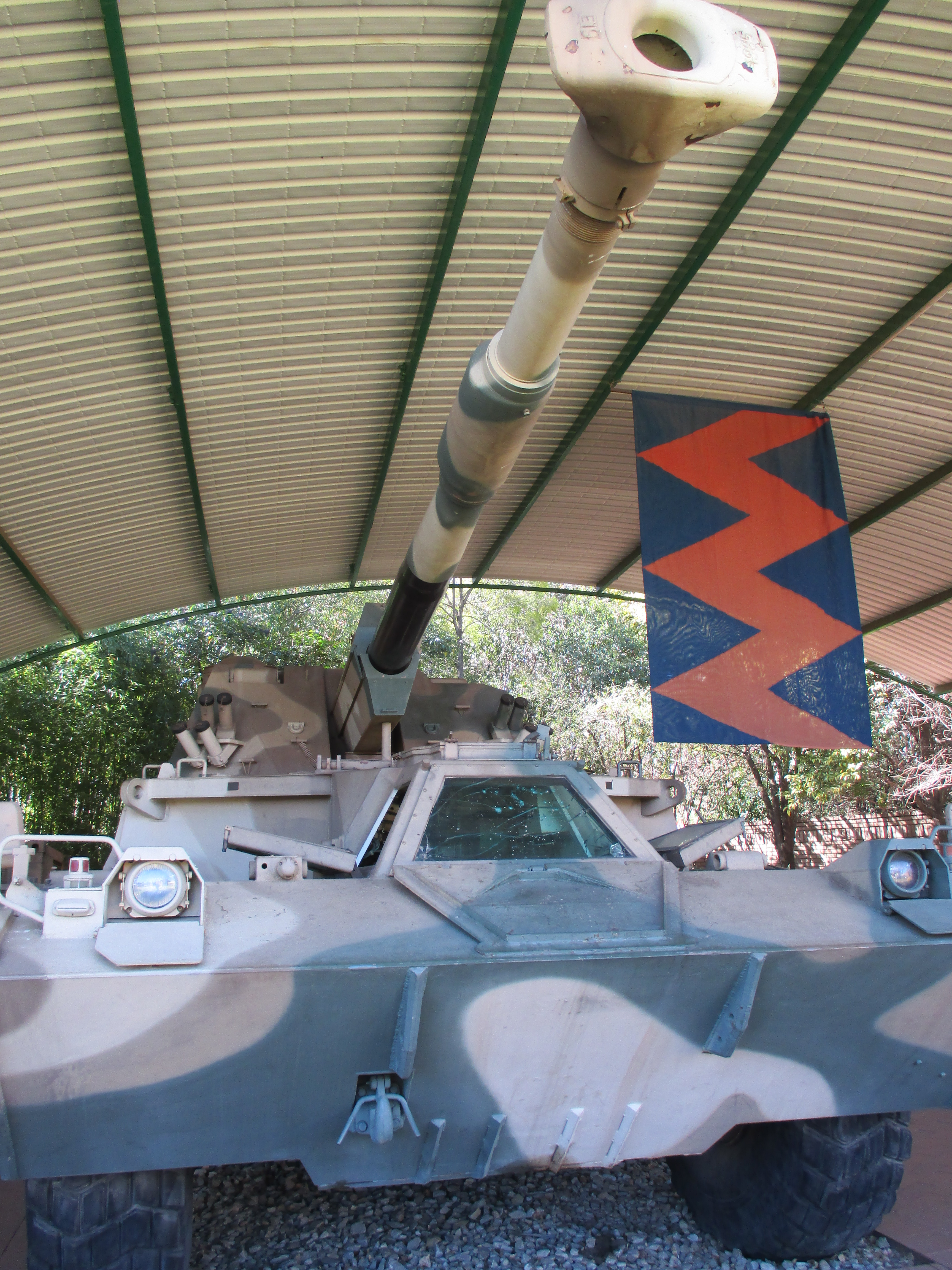
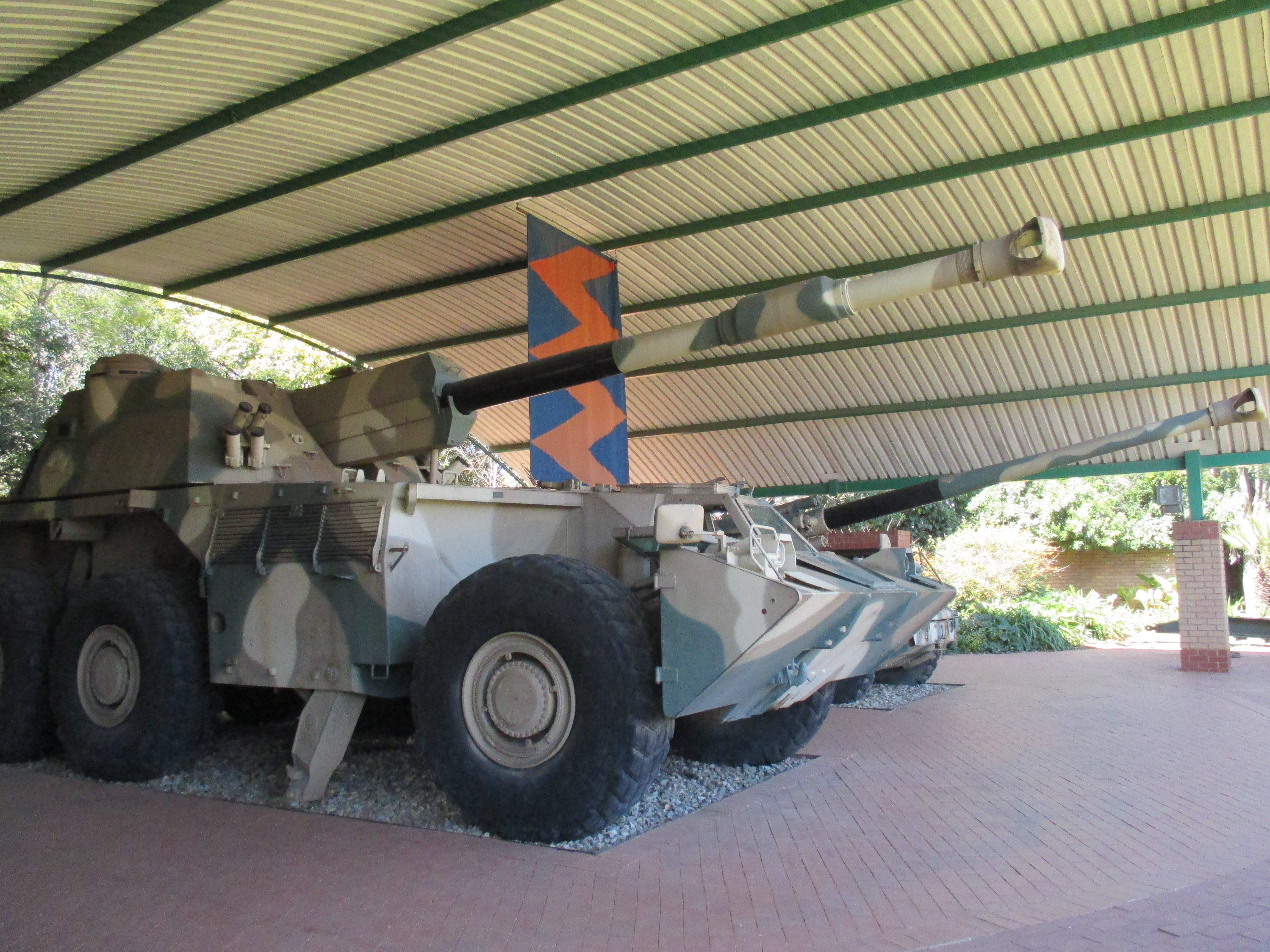
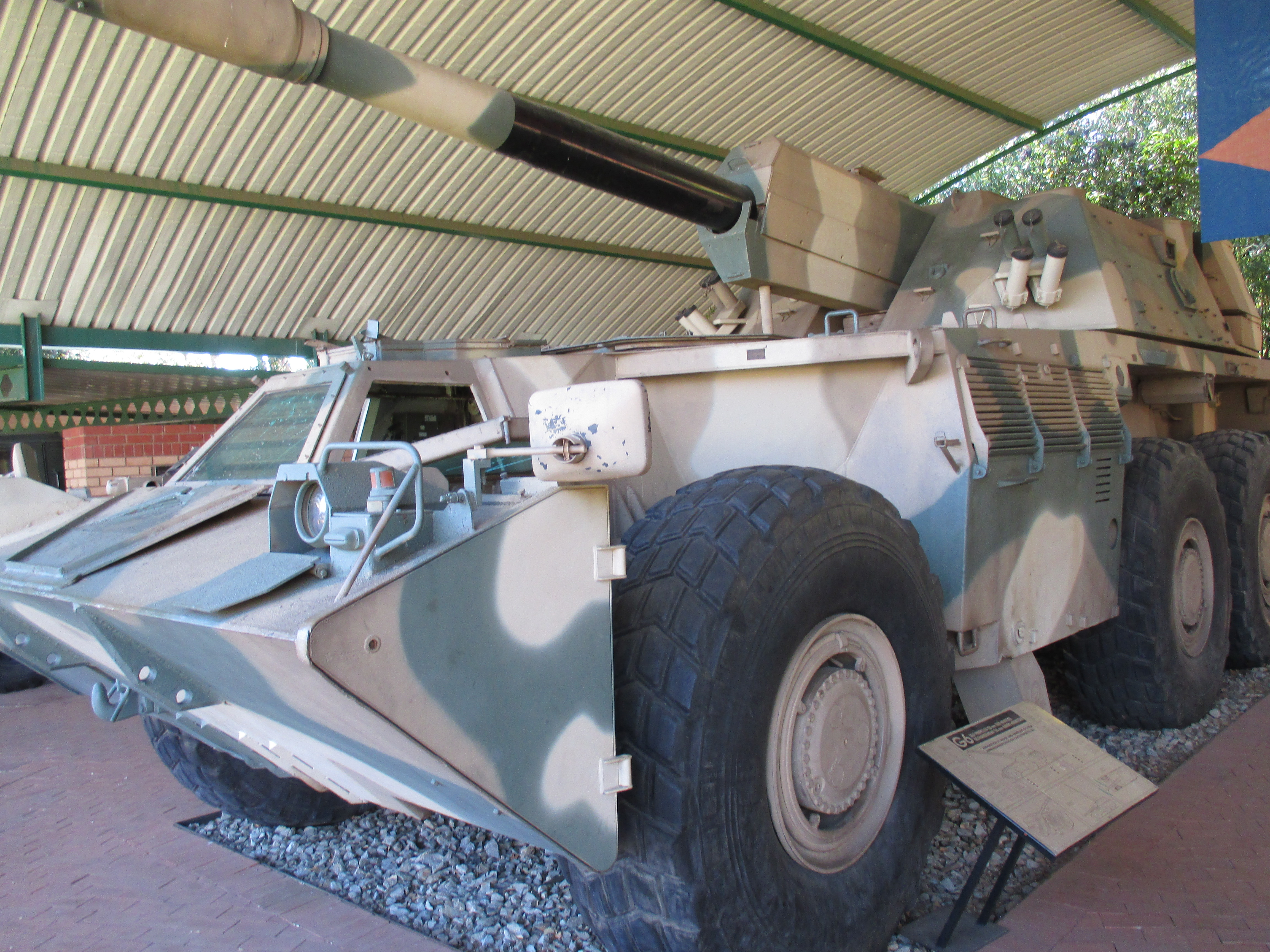
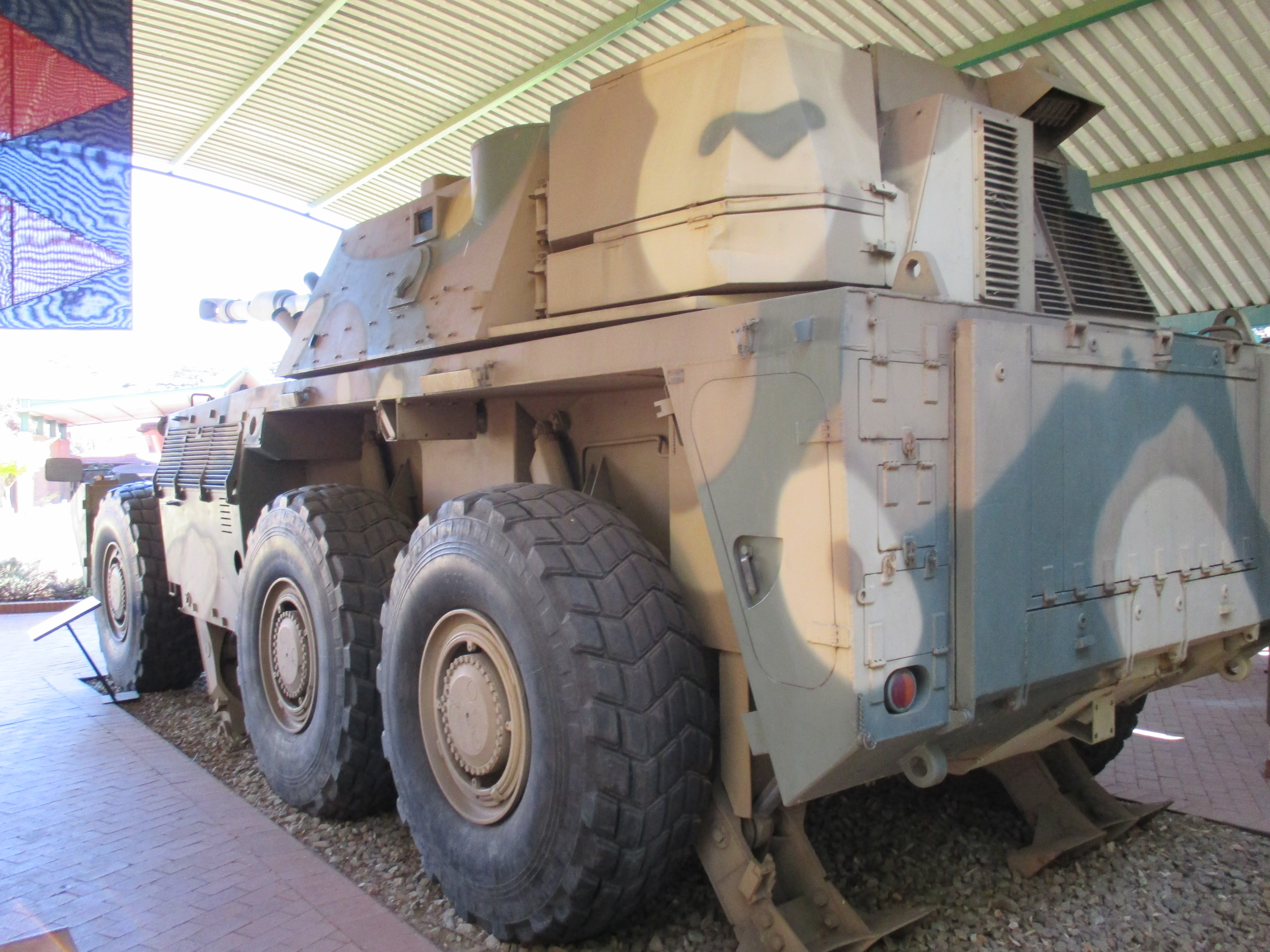
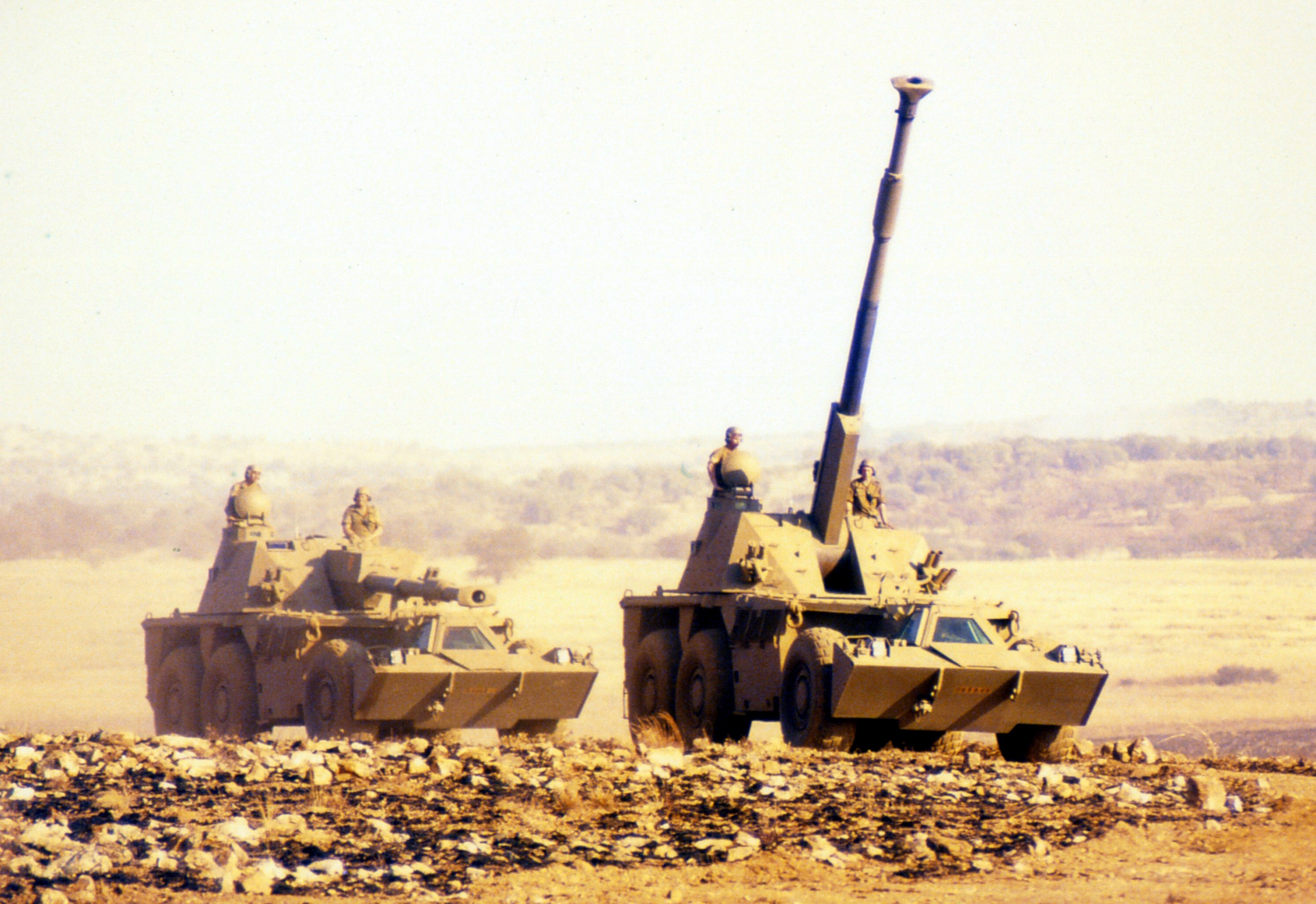

## Voir également
- Gérald Bull
- Al Fao
- Archer
- ATMOS2000
- A-222 Bereg
- 2S43 Malva
- 2S22 Bohdana
- CÉSAR
- DANA
- Nora B-52
- PCL-09
- PLL-09